# Władysława Maciesza

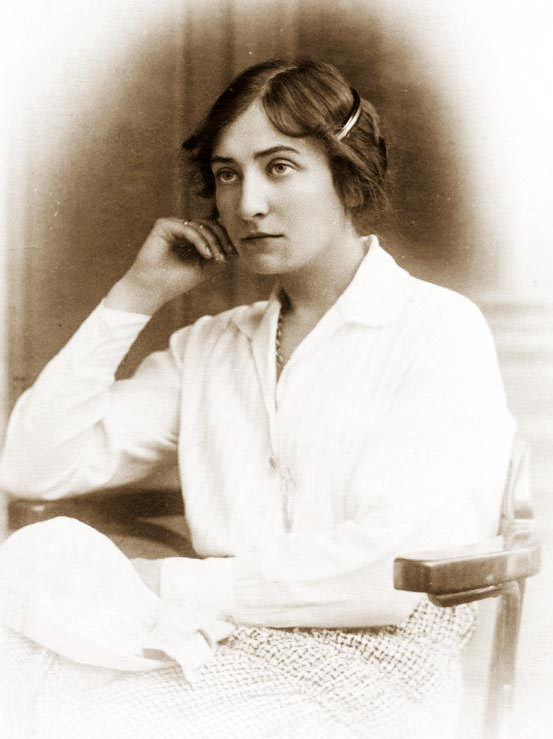
Władysława Maciesza 1920

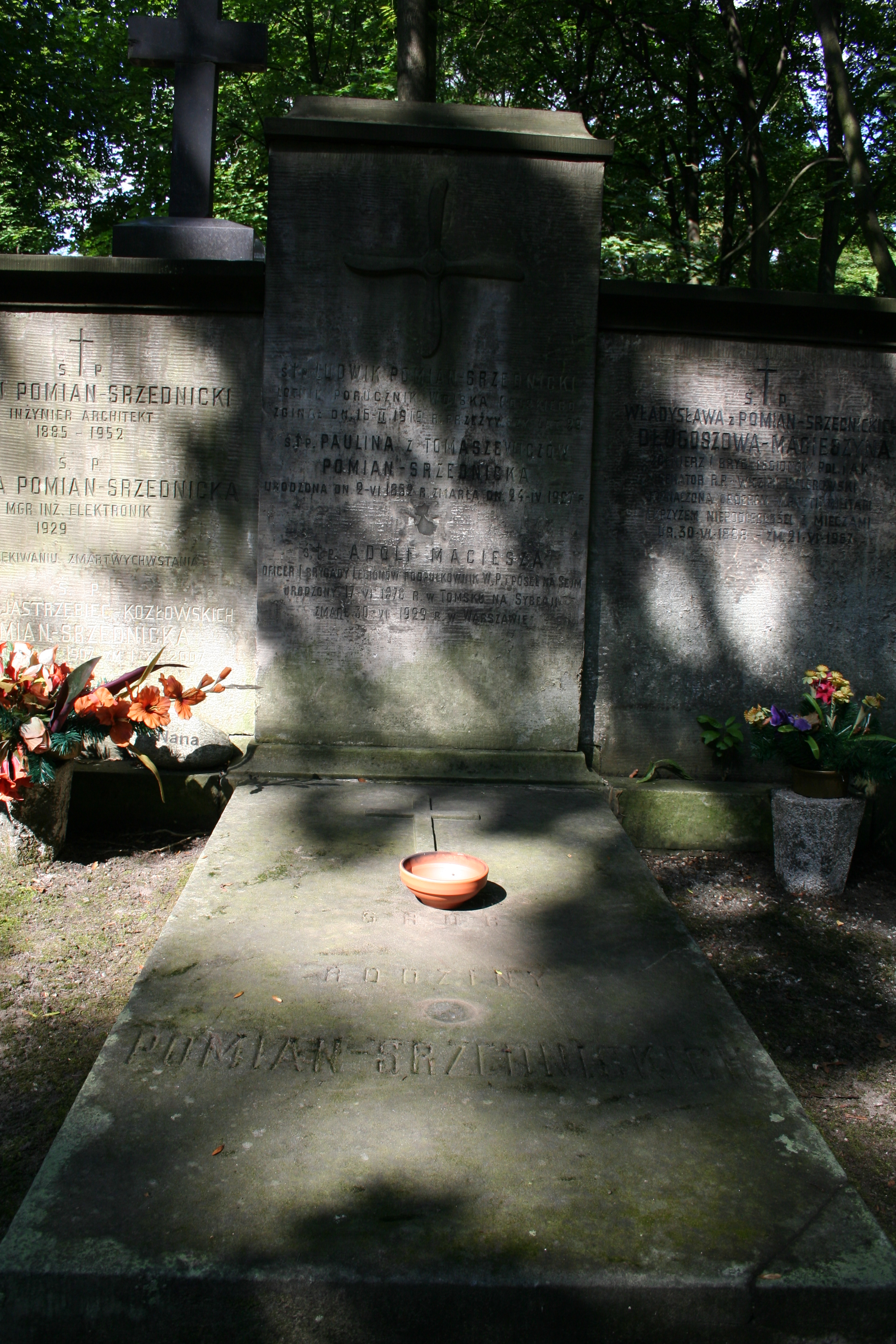
Grobowiec Władysławy i Adolfa Macieszów na warszawskim cmentarzu Powązkowskim

Władysława Jadwiga Maciesza z d. Srzednicka herbu Pomian ps. „Sława”, „Katarzyna”, „Margarette Wagner” (ur. 30 czerwca 1888 w Karwinie, zm. 21 czerwca 1967 w Warszawie) – kurier wywiadu 1 pułku Legionów, senator II Rzeczypospolitej IV kadencji (1935–1938), kurier głębokiego wywiadu Armii Krajowej, dama Orderu Virtuti Militari.

## Życiorys
Urodziła się 30 czerwca 1888 w majątku Karwin, w rodzinie Leona i Pauliny z Tomaszewiczów.
Ukończyła Szkołę Nauk Politycznych w Krakowie. Jesienią 1911 razem z Zofią Zawiszanką założyła żeńską Polską Drużynę Strzelecką. W czasie I wojny światowej pracowała w szpitalach.
Weszła w skład Oddziału Wywiadowczego 1 pułku piechoty Legionów, gdzie kierowała referatem łączności i osobiście prowadziła działalność kurierską. W listopadzie 1914 roku jako jedna z trzech kurierek przedostała się z Krakowa do Warszawy, pokonując linię frontu austriacko-rosyjskiego. Współorganizowała struktury Polskiej Organizacji Wojskowej we Lwowie i w Kijowie.
W okresie międzywojennym pracowała m.in. w Dyrekcji Funduszu Bezrobocia, była członkiem prezydium Związku Głównego Federacji Polskich Związków Obrońców Ojczyzny. Działała również w organizacji Przysposobienie Wojskowe Kobiet. Politycznie związała się z BBWR, w latach 1935–1938 była senatorem IV kadencji.
Był związana ze Stanisławem Długoszem, legionistą poległym w 1915, zaś w 1926 została żoną ppłk. dr. Adolfa Macieszy (1878–1929).
W 1939 roku przeszła przeszkolenie wojskowe. Została członkiem Służby Zwycięstwu Polski, w której została oddelegowana do kontaktów ze stronnictwami politycznymi. W kwietniu 1942 roku powołano ją do kadry przywódczyń tworzonego kobiecego oddziału dywersyjno-sabotażowego „Dysk”, a następnie przeniesiono ją do służby kurierskiej głębokiego wywiadu pod pseudonimem „Katarzyna”. Utrzymywała łączność z polską siatką wywiadowczą w Niemczech. Za jej pośrednictwem wysłano do Londynu raport w sprawie fabryki rakiet V1 i V2 w Peenemünde.
8 kwietnia 1943 roku została aresztowana w Wiedniu. Była torturowana przez Gestapo. Próbowała popełnić samobójstwo przegryzając sobie żyły, została jednak odratowana. Stosowała głodówkę i symulowała obłąkanie. Skazano ją na karę śmierci przez ścięcie na gilotynie. Wykonania wyroku śmierci uniknęła dzięki temu, że w Wiedniu nie było gilotyny. Gilotyna wysłana z Berlina nie zdążyła dotrzeć na miejsce, zaś pociąg z jadącym również katem został zbombardowany przez lotnictwo alianckie. 7 kwietnia 1945 zwolniona ze szpitala więziennego w obliczu zajmowania Wiednia przez Armię Czerwoną, która zajęła miasto 13 kwietnia.
Po wojnie mieszkała w Warszawie w trudnych warunkach materialnych. Zmarła tamże w 1967 roku. Pochowana została na cmentarzu Powązkowskim w Warszawie (kw. 186-V-5/6).

## Ordery i odznaczenia
- Krzyż Srebrny Orderu Wojskowego Virtuti Militari nr 7592 – 17 maja 1922 roku „za czyny w byłej POW na Wschodzie (KN III)”[5]
- Krzyż Niepodległości z Mieczami – 7 lipca 1931 roku „za pracę w dziele odzyskania niepodległości”[6]
- Krzyż Komandorski z Gwiazdą Orderu Odrodzenia Polski – pośmiertnie 16 lutego 2010 roku „za wybitne zasługi dla niepodległości Rzeczypospolitej Polskiej, za osiągnięcia w działalności państwowej”[7][8]

## Upamiętnienie
26 marca 2010 odbyła się konferencja poświęcona losom kobiet, które działały w służbie wywiadu ZWZ-AK (upamiętnione zostały także Monika Dymska, Wanda Węgierska, Krystyna Wituska).